# Kriech-Quecke
Die Kriech-Quecke (Elymus repens), auch Gemeine Quecke, Gewöhnliche Quecke oder einfach Quecke genannt, ist eine Pflanzenart aus der Gattung Quecken (Elymus) innerhalb der Familie der Süßgräser (Poaceae). Sie ist nahezu weltweit verbreitet und stellt eine Pionierpflanze auf fast allen Böden dar.

## Beschreibung

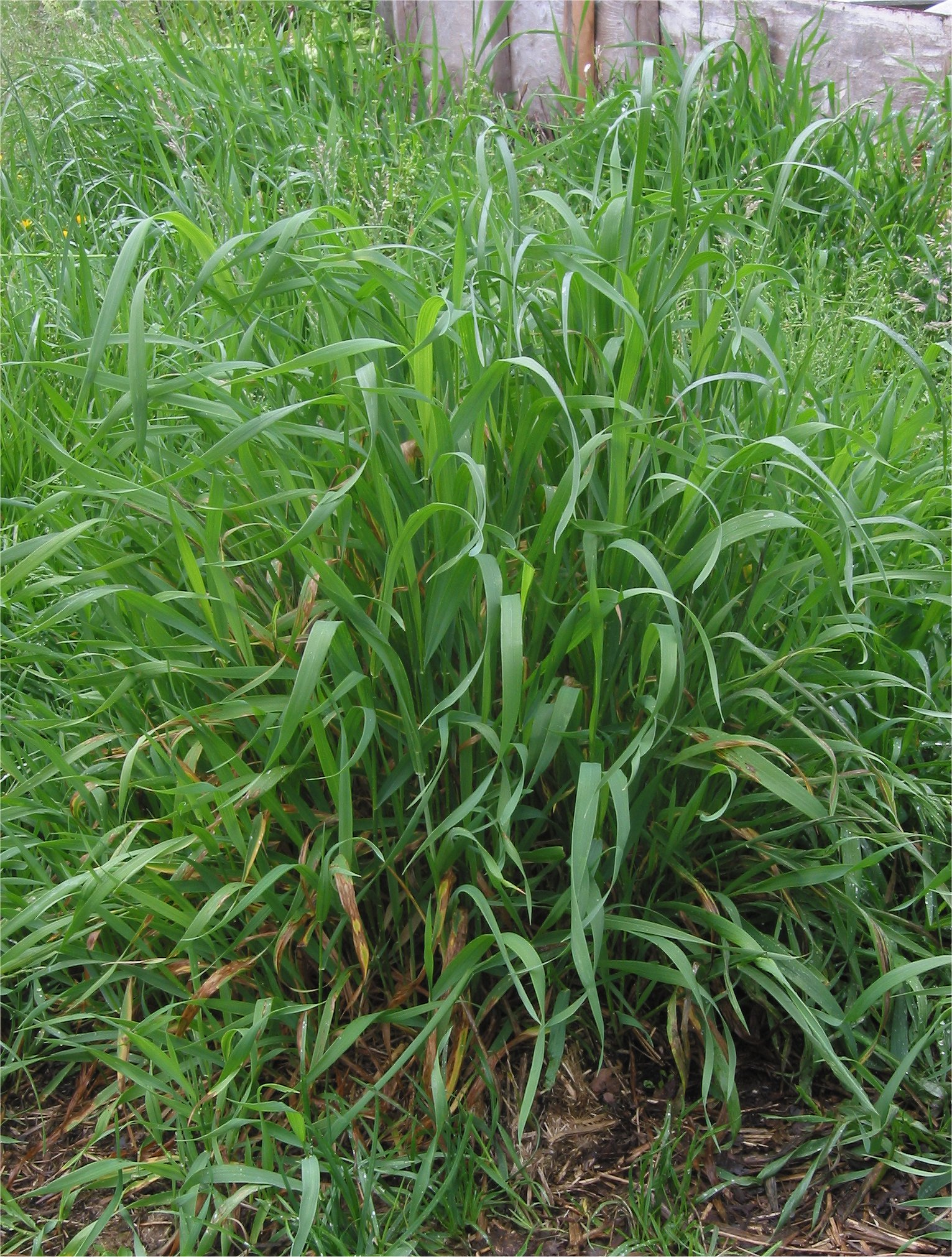
Horstig wachsendes Exemplar

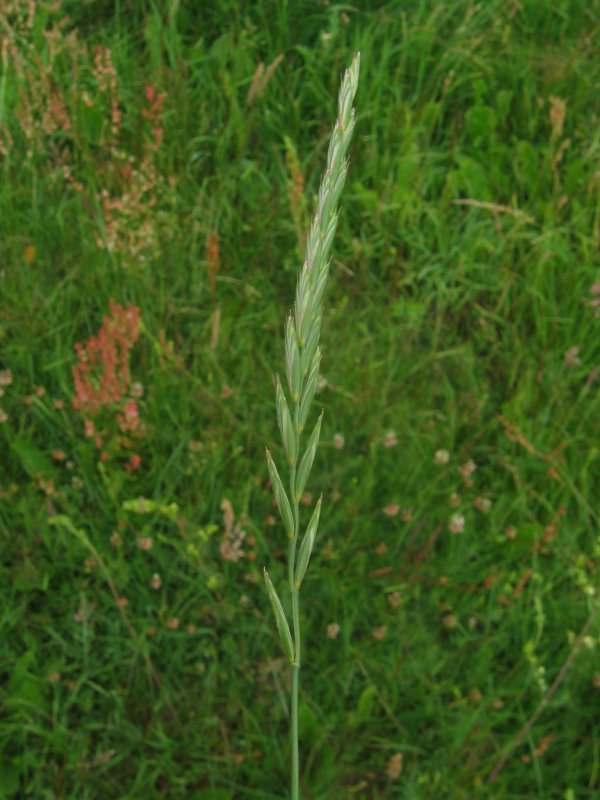
Ähre einer Kriech-Quecke

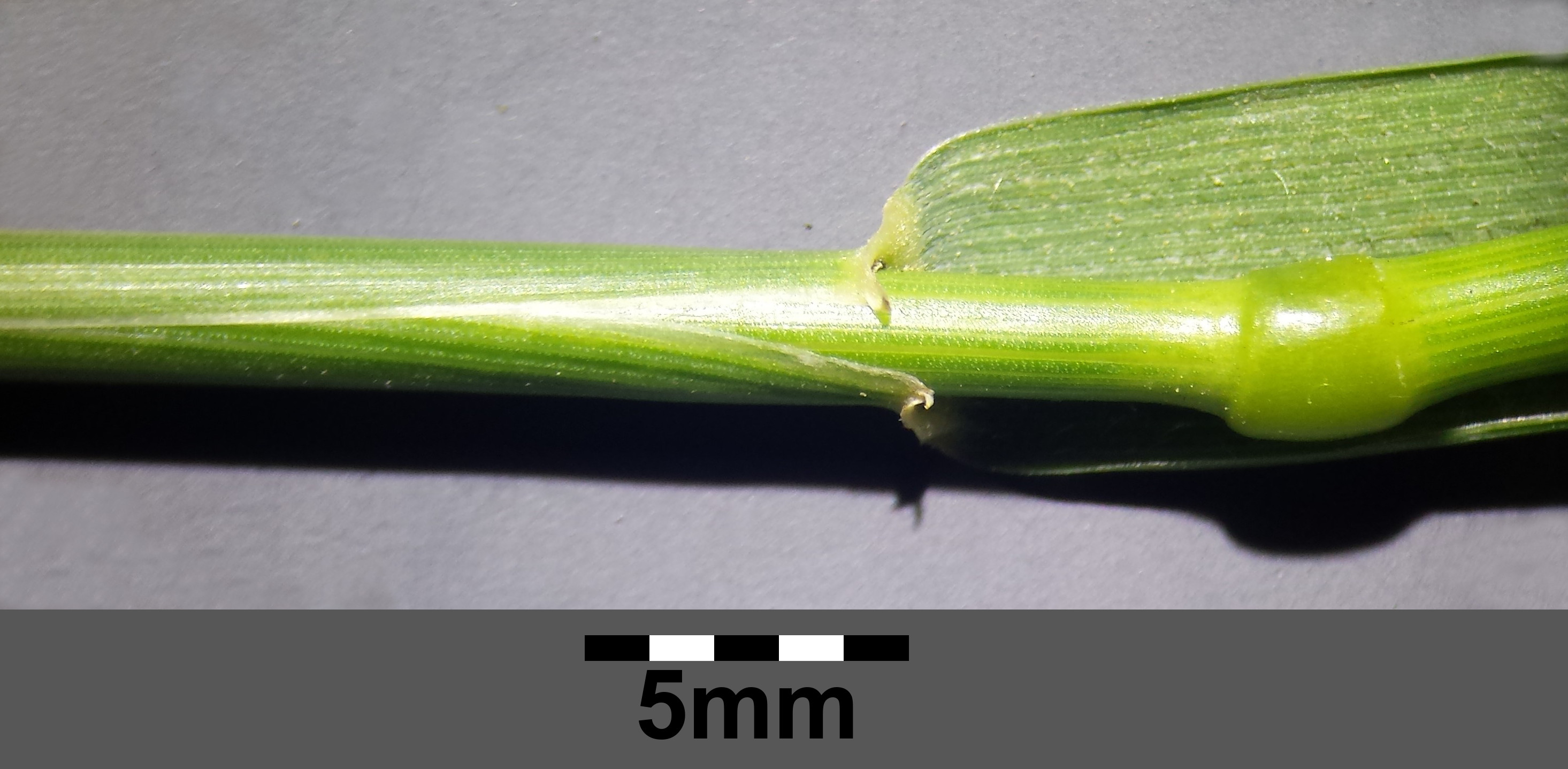
Halm mit unbewimperter Blattscheide

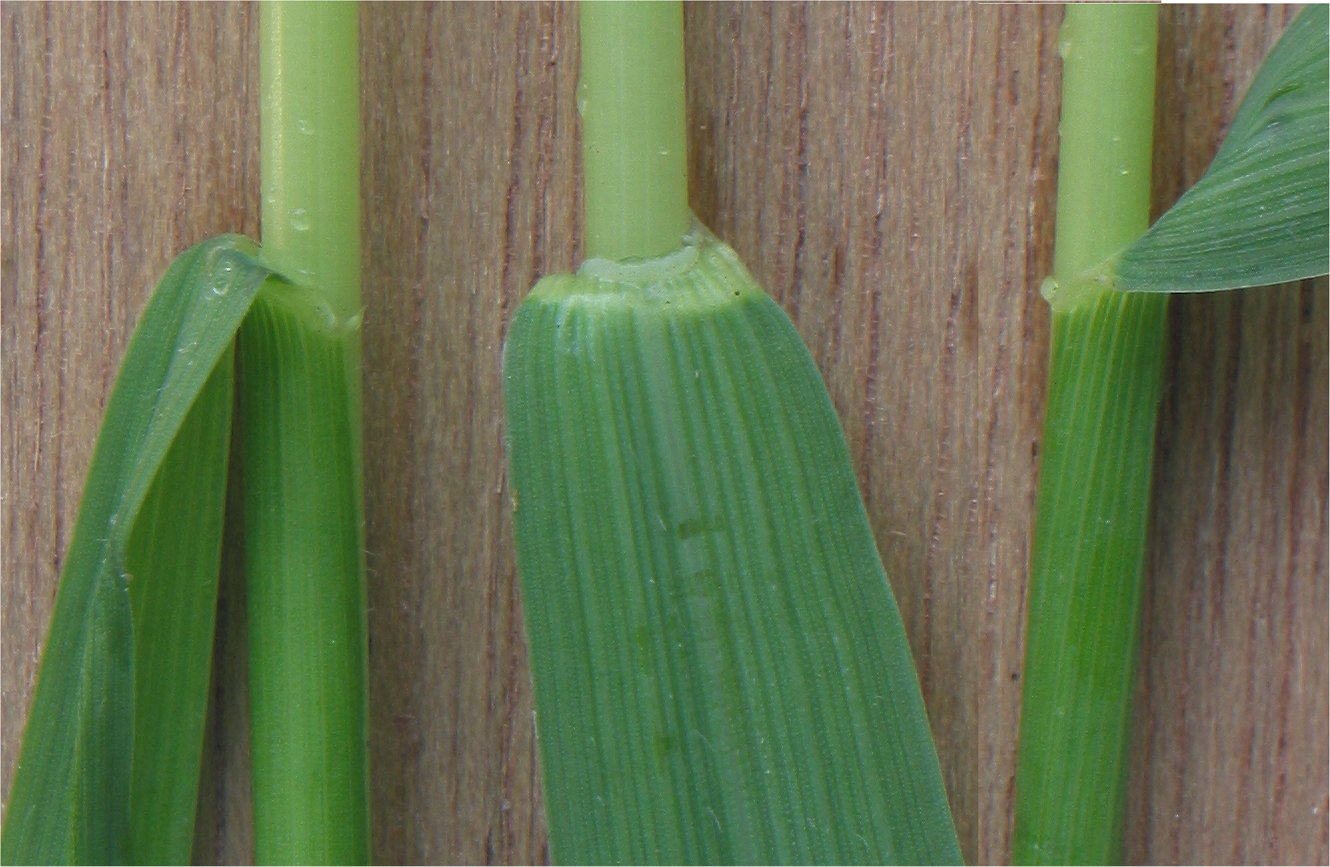
Blatthäutchen

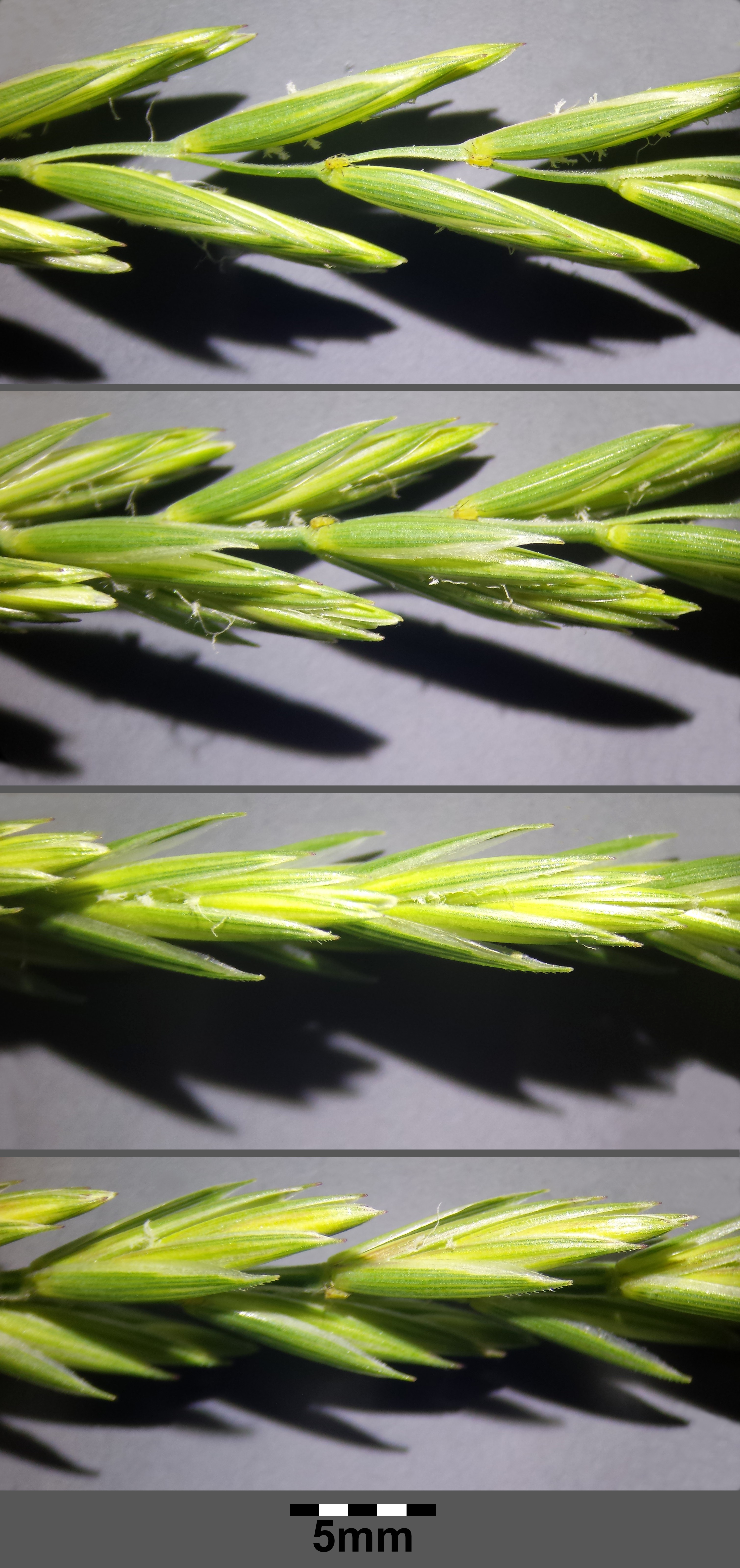
Ein Abschnitt einer Ähre aus vier Richtungen gesehen. Auf der Ährenachse sitzen viele Ährchen nebeneinander.

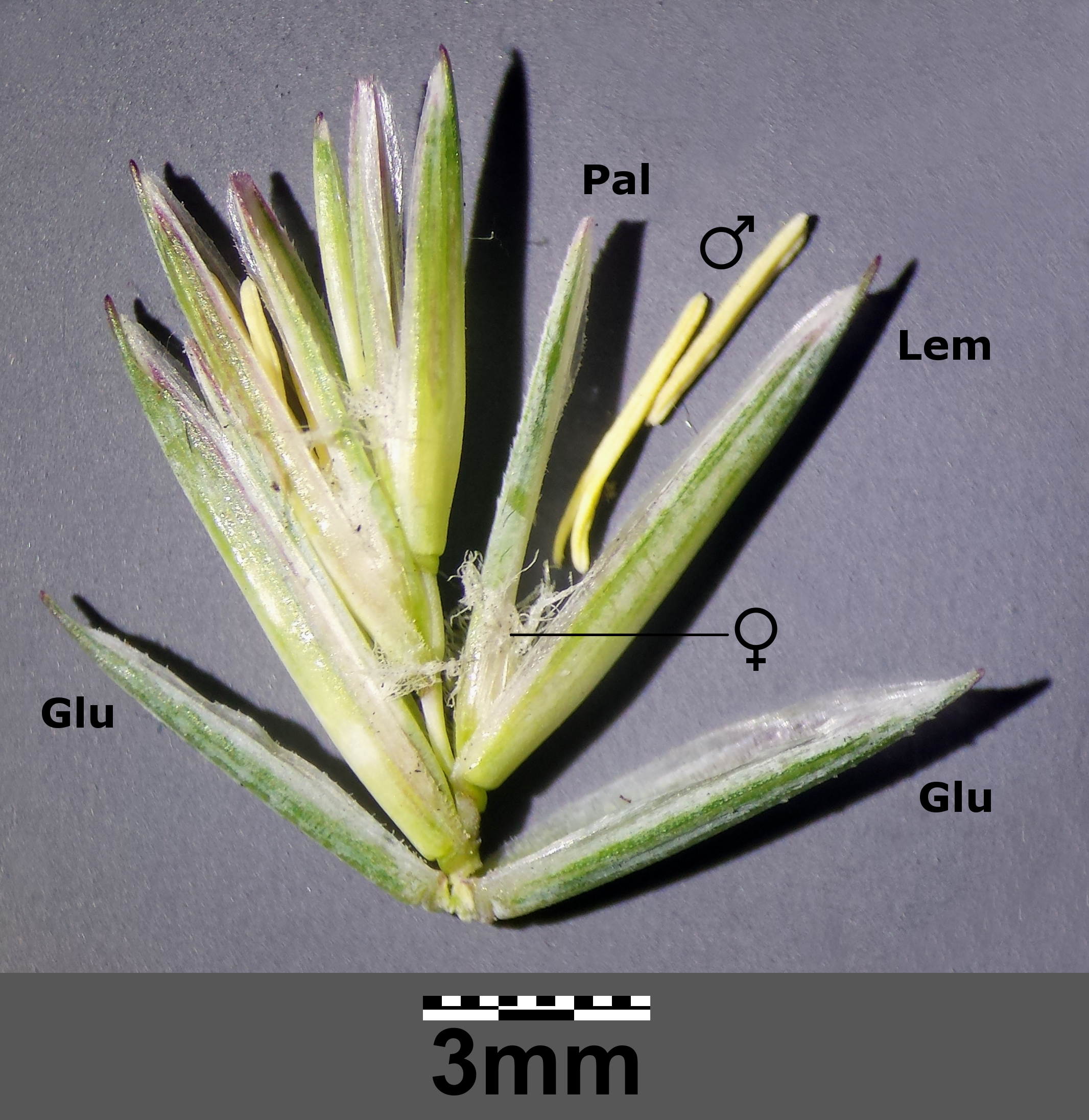
Ein einzelnes Ährchen: am Grund des Ährchens befinden sich zwei Hüllspelzen (Glu, Gluma), darüber sitzen auf der Ährchenachse mehrere Blüten, die jeweils in eine Deckspelze (Lem, Lemma) und eine Vorspelze (Pal, Palea) gehüllt sind. Die Hüllspelzen sind scharf zugespitzt bzw. mit einer kurzen Granne versehen.

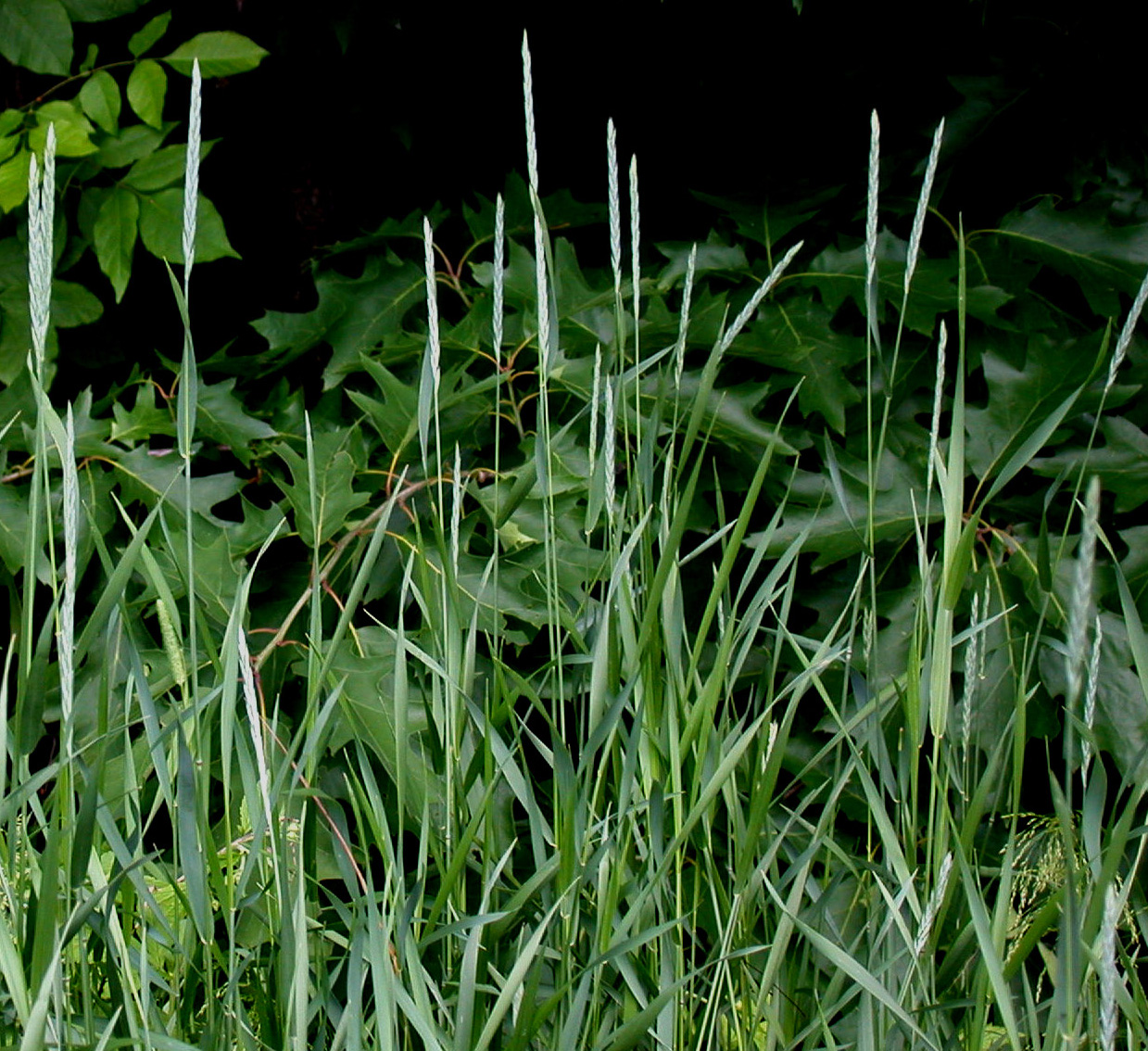
Kriech-Quecke im Bestand

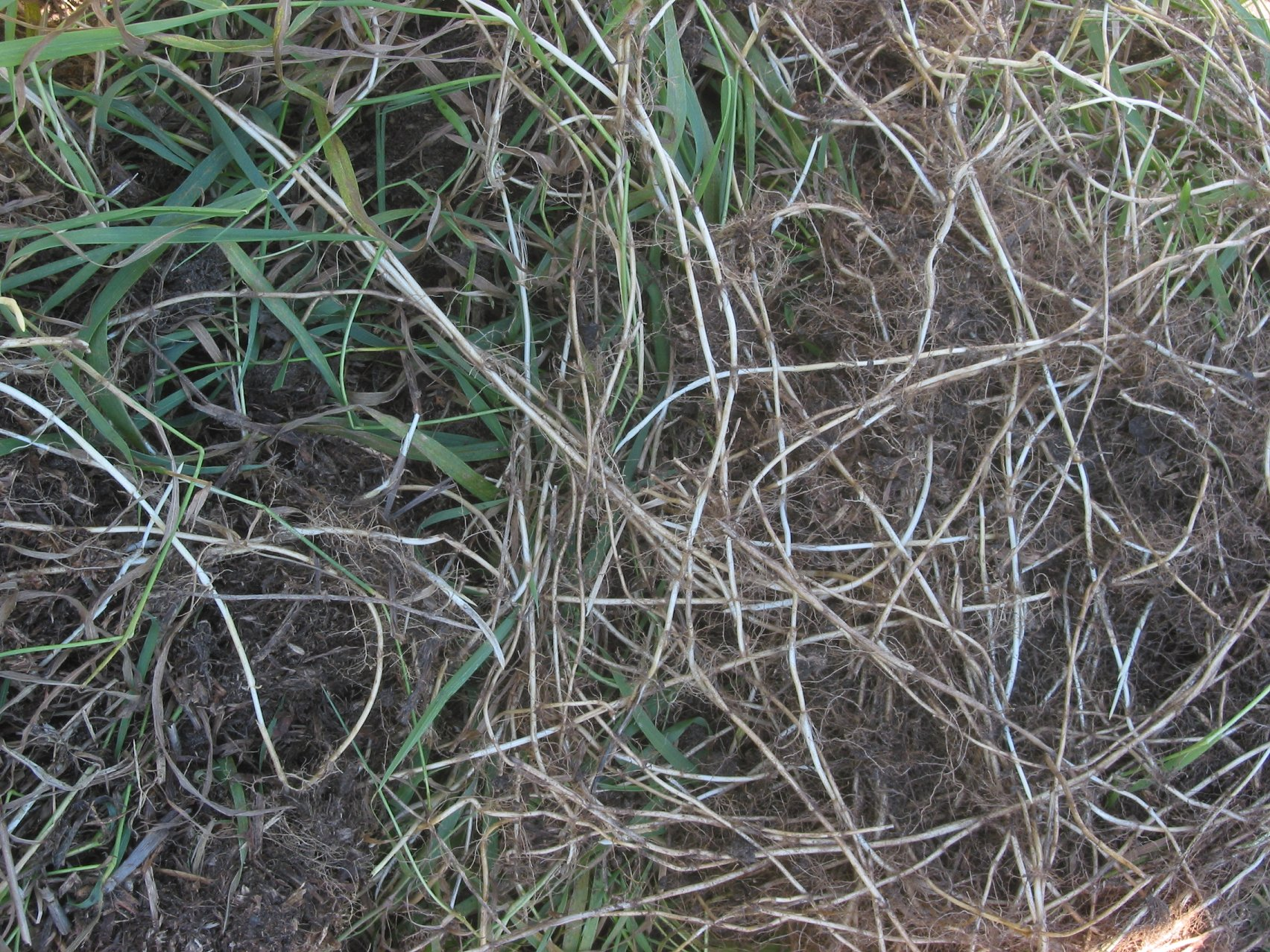
Quecken-Rhizomgeflecht

### Vegetative Merkmale
Die Kriech-Quecke ist eine ausdauernde krautige Pflanze, die Wuchshöhen von 50 bis 120 (150) Zentimeter erreicht, wobei insbesondere sterile Triebe sehr hochwüchsig sind. Die Pflanzen bilden Horste oder, mit Hilfe von kriechenden Ausläufern, große Rasen. Die Halme sind kahl, aufrecht oder unten gebogen und weisen drei bis fünf kahle Knoten auf.
Die schlaffen Laubblätter sind grün und dabei abwischbar blau bereift. Ihre einfachen Spreiten sind 6 bis 30 Zentimeter lang, 3 bis 5, selten bis zu 10 Millimeter breit, sind flach gerippt, oberseits rau und haben am Grund bewimperte, stängelumfassende Öhrchen. Das Blatthäutchen ist weniger als 1 Millimeter lang und häutig.

### Generative Merkmale
Die schlanken, endständigen ährigen Blütenstände sind 5 bis 20, selten bis zu 30 Zentimeter lang. Ihre 10 bis 20 Millimeter langen Ährchen sitzen locker bis dicht. Diese weisen spitze, lanzettliche Hüllspelzen auf, die fünfnervig sind und 7 bis 12 Millimeter lang. Ihre Deckspelzen sind grannenlos oder kurz begrannt und 8 bis 12 Millimeter lang. Die zweinervigen Vorspelzen sind etwa so lang wie die Deckspelzen und auf den Kielen stachelhaarig. Die Staubbeutel sind 3,5 bis 6 Millimeter lang. Insgesamt ist die Kriech-Quecke ein außerordentlich variabel aussehendes Gras. Die Quecke blüht und bildet etwa 50 Samen erst im zweiten Jahr.
Die Blütezeit reicht in Mitteleuropa von Juni bis August.
Die Chromosomenzahl beträgt 2n = 42, seltener 28 oder 56.

## Ökologie und Phänologie
Die Keimtiefe der Samen beträgt etwa 5 Zentimeter. Die Kriech-Quecke ist ein Rhizom-Geophyt und ein Hemikryptophyt mit einem umfangreichen System von unterirdischen Ausläufern; die nadelspitzen Ausläufer können sogar Holz und Asphaltauflagen durchdringen. Die vegetative Vermehrung erfolgt sehr reichlich durch die ausläuferartigen Rhizome. Diese liegen meist in einer Tiefe von 2 bis 8 Zentimetern im Boden, werden bis 2 Meter lang und können einen jährlichen Neuzuwachs von 30 bis 100 Zentimetern erreichen und dadurch unter günstigen Bedingungen pro Jahr eine Fläche von 10 Quadratmetern durchwuchern. Am Ende oder auch an den Knoten der Ausläufer werden aufwärts gerichtete Halme gebildet; das können bis zu 150 Halme pro Jahr sein.
Die Kriech-Quecke vermehrt sich mittels unterirdischer Rhizome und über Samenbildung. Da sich dieser Vermehrungsvorgang sehr intensiv vollzieht und die Pflanze bis zu 80 Zentimeter tief wurzelt, gilt die Quecke als das „Ackerunkraut“ schlechthin. Das Längenwachstum der Wurzeln der Quecke beträgt auf nährstoffarmen Böden etwa 25 bis 30 Zentimeter pro Jahr, auf nährstoffreichen Böden bis zu einem Meter pro Jahr. Zum Teil trägt auch die Bodenbearbeitung zur Verbreitung bei. Besonders durch schneidende Bodenbearbeitungsgeräte (z. B. Scheibenegge) vermehrt man die Quecke praktisch mechanisch, da die Rhizome zerteilt werden. Aus jedem Rhizomstück (volkstümlich „Wurzelstock“) kann dann wieder ein neues Pflanzenexemplar entstehen.
Jeder abgeschnittene Teil eines Ausläufers bildet eine neue Pflanze, die sich im Laufe eines Jahres zu einer Fläche von 2 bis 3 Quadratmetern ausdehnen kann. Ein stark mit Quecken besetzter Acker kann im Sommer je Hektar 5.000 bis 15.000 Kilogramm frische Ausläufer besitzen.
Die Pflanze scheidet an den Wurzeln Exsudate aus, was andere Pflanzen allelopathisch im Wachstum hemmt und dadurch die eigene Ausbreitung fördert.
Blütenökologisch handelt es sich um Windblütigkeit vom „langstaubfädigen Typ“. Es liegt weitgehend Selbststerilität vor.
Bei der Reife brechen meist die ganzen Ährchen von der Spindel ab. Es liegt Klettausbreitung neben Wind- und Menschenausbreitung vor. Die Fruchtreife erstreckt sich von August bis Oktober.
Die Quecke ist mit ihren Blättern eine wichtige Futterpflanze für Gras fressende Säugetiere. Auch Raupen der Schmetterlinge (Lepidoptera) wie der Schwarzkolbige Braun-Dickkopffalter (Thymelicus lineola) nutzen oberirdische Pflanzenteile der Quecke als Futterpflanze zum Reifefraß. Einige Vögel fressen die Samen, besonders Finken und Ammern.

## Vorkommen
Das Verbreitungsgebiet der Kriech-Quecke erstreckt sich über die gemäßigten Gebiete Eurasiens und Nordafrika.
Die Kriech-Quecke kommt auf Ackerflächen, nährstoffreichen Wiesen („Jauchewiesen“), überweidetem Grünland, an Wegen, in Ufersäumen und in Unkrautgesellschaften vor, etwa an Dämmen oder Schuttplätzen. Es handelt sich um eine Halblichtpflanze, die vor allem an stickstoffreichen Standorten wächst.
Sie gedeiht auf frischen bis mäßig trockenen, nährstoff- und basenreichen, humosen oder rohen, oft dichten Lehm- oder Tonböden.
Sie ist eine Ordnungscharakterart halbruderaler Pionier- und Lockerrasen-Gesellschaften (Elymetalia repentis), kommt aber auch in Gesellschaften der Ordnung Artemisietalia oder des Verbands Agropyro-Rumicion vor.
In den Allgäuer Alpen steigt die Kriech-Quecke bis in eine Höhenlage von 1150 Metern auf. In Zermatt im Kanton Wallis erreicht sie sogar 2565 Meter.
Die ökologischen Zeigerwerte nach Landolt et al. 2010 sind in der Schweiz: Feuchtezahl F = 3w+ (mäßig feucht aber stark wechselnd), Lichtzahl L = 4 (hell), Reaktionszahl R = 4 (neutral bis basisch), Temperaturzahl T = 3+ (unter-montan und ober-kollin), Nährstoffzahl N = 4 (nährstoffreich), Kontinentalitätszahl K = 3 (subozeanisch bis subkontinental), Salztoleranz = 1 (tolerant).

## Systematik und Verbreitung
Die Erstveröffentlichung erfolgte 1753 unter dem Namen (Basionym) Triticum repens durch Carl von Linné in Species Plantarum, Tomus I, S. 86. Die Neukombination zu Elymus repens (L.) Gould wurde 1947 durch Frank Walton Gould in Madroño; Journal of the California Botanical Society, Band 9, 4, S. 127 veröffentlicht. Weitere Synonyme für Elymus repens (L.) Gould sind beispielsweise: Elytrigia repens (L.) Desv. ex B.D.Jacks., Elytrigia repens (L.) Desv. ex Nevski, Agropyron repens (L.) P.Beauv.,  Elymus hoffmannii K.B.Jensen & Asay, Elymus neogaeus Steud., Elymus vaillantianus (Wulfen & Schreb.) K.B.Jensen.
Von der Art Elymus repens gibt es folgende Unterarten:
- Sand-Quecke[2] (Elymus repens subsp. arenosus (Spenn.) Melderis, Syn.: Triticum repens var. arenosum Spenn., Elytrigia maritima Tzvelev, Elymus arenosus (Spenn.) Conert): Sie gedeiht an den Küsten der Niederlande, Dänemark und im Baltikum.[7] In Deutschland gedeiht sie in der Gesellschaft des Bromo-Phleetum im Mainzer Sand.[3]
- Elymus repens subsp. atlantis (Maire) Ibn Tattou: Dieser Endemit kommt in Marokko nur im Atlasgebirge vor.[7]
- Elymus repens subsp. calcareus (Cernjavski) Melderis (Syn.: Elytrigia repens subsp. calcarea (Černjavski) Á.Löve): Sie kommt nur in Nordmazedonien vor.[11]
- Elymus repens subsp. elongatiformis (Drobow) Melderis (Syn.: Elytrigia repens subsp. elongatiformis (Drobow) Tzvelev): Sie kommt von Osteuropa bis zum Kaukasusraum vor.[11]
- Elymus repens subsp. pseudocaesia (Pacz.) Melderis (Syn.: Elytrigia repens subsp. pseudocaesia (Pacz.) Tzvelev): Sie kommt in Europa in der Ukraine, im südlichen Russland und im Kaukasusgebiet vor.[11]
- Elymus repens (L.) Gould subsp. repens (Syn.: Elytrigia repens (L.) Nevski subsp. repens): Sie ist in den gemäßigten Gebieten Eurasiens und in Nordafrika weit verbreitet und ist fast weltweit ein Neophyt.[7]

### Botanische Geschichte
Hans Joachim Conert unterscheidet 1997 noch eine Unterart:
- Elymus repens subsp. littoreus (F.C.Schumacher) Conert (Syn.: Triticum littoreum F.C.Schumacher): Sie kommt an der Nord- und Ostsee in Dänemark in Salzrasen vor. Nach Euro+Med wird sie aber in die Synonymie von Elytrigia repens (L.) Nevski gestellt.[11]

## Trivialnamen
Der Trivialname Quecke ist aus queck, quick für „zählebig“ entstanden; sie wird auch „lateinisch“ Gramen genannt.

## Nutzung

### Anbau in der Landwirtschaft
In Nordeuropa, z. B. in Finnland, wird der Anbau als Futtergras empfohlen, wenn gut gedüngt wird. Auch die Wurzelstöcke und Ausläufer sind für Vieh nährstoffreich und werden verwendet.

### Anbau der Kriech-Quecke als Gemüse und Arzneipflanze
In den GUS-Staaten existiert schon lange bedeutender Anbau von Quecke. Besonders im ukrainischen Regierungsbezirk Poltawa werden jährlich 33 Dezitonnen Ausläufer geerntet. Die Ernte der Ausläufer erfolgt im Herbst bis Frühjahr, wenn der Boden nicht gefroren ist und die Rhizome noch nicht austreiben. Der höchste Ertrag liegt bei 2,5 kg/m².

### Krankheiten und Schädlinge

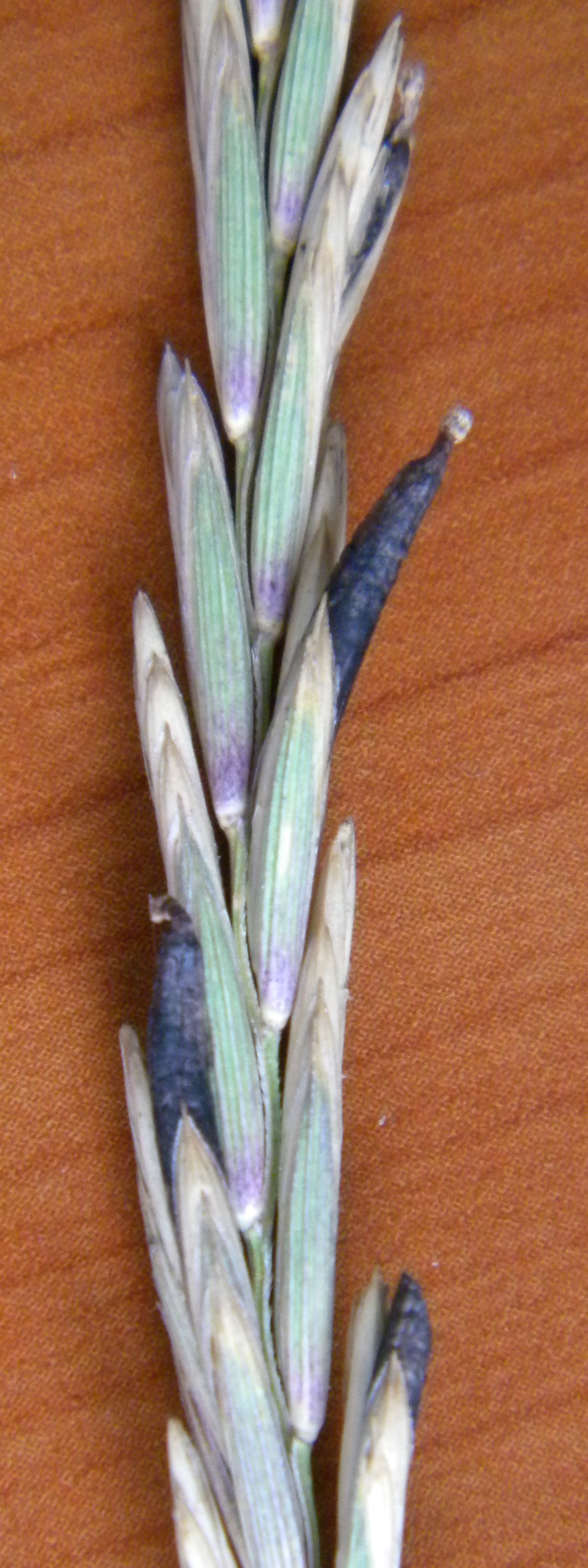
Fruchtstand der Quecke mit Mutterkorn

Die Quecke ist eine Wirtspflanze für Viren und übertragbare Pilze und ist besonders ein Wirt für den Mutterkorn bildenden Pilz Claviceps purpurea.

## Verwendung

### Küche
In den GUS-Staaten wird die Quecke auch als Nahrungsmittel verwendet. Die Ausläufer werden im Herbst oder Frühjahr geerntet, wenn sie sich noch in Winterruhe befinden und nicht austreiben. Der Geschmack der Kriech-Quecke ist erst stärkeartig, dann süßlich. Die unterirdischen Pflanzenteile kann man, solange das Gras nicht wächst, trocknen und dann zu Mehl zermahlen; es eignet sich zum Strecken von Getreidemehl. Frisch werden die Ausläufer zum Garnieren von Salaten verwendet oder gekocht zu Suppen gegeben. Des Weiteren wurden die Ausläufer auch zu Sirup verarbeitet oder geröstet als Kaffee-Ersatz und zur Alkoholgewinnung verwendet.
Noch zu Beginn des 19. Jahrhunderts wurde mit diesen Wurzeln in Deutschland Bier gebraut.

### Inhaltsstoffe
Quecke enthält in 100 g 5 bis 6 g Eiweiß, 30 bis 40 g Zucker und 10 g Mehrfachzucker. Zusätzlich sind 150 mg Vitamin C und 6 mg Karotin nachweisbar. Als weitere Stoffe sind noch das dem Inulin ähnliche Triticin und Inosit sowie geringe Mengen von Saponinen enthalten.

### Medizinische Bedeutung
Die getrockneten Rhizome und Wurzeln werden als Teedroge eingesetzt und kommen als Fertigarzneimittel auf den Markt. Sie werden traditionell als harntreibendes Mittel bei Entzündungen der Harnwege oder zur Vorbeugung gegen Nierengrieß verwendet. Als Inhaltsstoffe konnten nachgewiesen werden: Polysaccharide, vor allem Fructan und Tridicin, Zuckeralkohole, Schleimstoffe, Kieselsäure, wenig ätherisches Öl mit dem Polyen Agropyren (6-Phenyl-2,4-hexadien) und p-Hydroxyzimtsäure. Welche Komponenten für die Wirkung der Droge verantwortlich sind, ist unklar. Darüber hinaus wurde Quecke auch zur Blutreinigung und Behandlung von Unterleibsbeschwerden verwendet.
Die Kriech-Quecke soll eine reizlindernde Wirkung haben und soll damit bei schmerzhaften Harnwegsinfekten, Zystitis (Harnblasenentzündung), Urethritis (Harnröhrenentzündung) und Prostatitis (Vorsteherdrüsenentzündung) verwendet werden können. Durch ihre gefäßkräftigenden und harntreibenden Eigenschaften sei die Kriech-Quecke bei Nierensteinen und Nierengrieß zu verwenden und könne mit anderen Pflanzen zur Behandlung von Rheuma verwendet werden.

## Bekämpfung im Ackerbau
Der EPPO-Code ist AGRRE. Hat sich die Quecke erst einmal richtig entwickelt und ausgebreitet, lässt sie sich mit rein mechanischen und ackerbautechnischen Mitteln nur noch schwer bekämpfen. Im konventionellen landwirtschaftlichen Anbau wird dann meist eine chemische Bekämpfung mit einem Total-Herbizid (nicht selektiv), das den Wirkstoff Glyphosat enthält, als letztes Mittel angesehen. Hierbei ist aber erforderlich, dass die Quecke genügend Blattmasse gebildet hat, die Temperatur durchschnittlich über 10 °C liegt und die Pflanze nicht unter anderen Stressfaktoren (Trockenheit, Hitze, Nährstoffmangel) leidet. Die Pflanze muss bei der Behandlung aktiv sein, da das Mittel über das Blatt aufgenommen wird, aber in der Wurzel erst zur Wirkung kommt.
Die Quecke lässt sich aber auch durch Beschattung schnellwachsender Pflanzen nach der Ernte (Senf) eindämmen.
Auf Äckern wächst die Quecke oft von den Feldrändern hinein. Von dort aus wird sie dann durch Bodenbearbeitungsgeräte (z. B. Kreiselegge) über den ganzen Acker verteilt. Deshalb sollten nach der Bearbeitung des Feldrandes die Zinken des Gerätes auf festhängende Wurzeln kontrolliert und diese dann entfernt werden. Da die Samen der Quecke, die tiefer als 7 cm in der Erde liegen, nicht mehr keimen, kann auch eine tiefe Pflugfurche helfen.
Um zu vermeiden, dass die Quecke zum Problem wird, können Feldränder nach der Abernte öfter mit dem Grubber bearbeitet werden. Damit werden die Rhizome an die Oberfläche gezogen, wo sie vertrocknen. Teilweise wird auch eine Pflugfurche am Rand zum Acker hin gepflügt. Darüber hinaus ist die Bodenbearbeitung mit der Bodenfräse wirksam. Eigentlich gilt das Zerstückeln der Wurzeln als vermehrender Vorgang. Doch wirkt die häufige Anwendung bekämpfend auf Quecken, weil die Rhizomlänge so stark vermindert und der Neuaustrieb immer bei jedem Fräsen nochmals geschwächt wird. Wird zusätzlich die Bodenoberfläche durch eine stark beschattende Frucht bedeckt, führt dieses häufig zum Verkümmern des Queckensprosses. Ein hoher Anteil an Hackfrüchten, die häufig gehackt werden, mindert ebenfalls den Aufwuchs.